# Панін Роман Іванович
Панін Роман Іванович (рос. Панин Роман Иванович; 16 (28) вересня 1897 — 1 червня 1949) — радянський воєначальник російського походження, генерал-майор (1940). Учасник Першої світової, Громадянської війни в Росії, японсько-китайської, радянсько-фінської та німецько-радянської воєн.

## Біографія
Народився 16(28) вересня 1897 року в Санкт-Петербурзі. У жовтні 1916 року призваний до Російської імператорської армії, в 1917 році закінчив Петроградську школу прапорщиків. З лютого 1917 року служив молодшим офіцером у 178-му запасному піхотному полку. З квітня 1917 року брав участь у Першій світовій війні молодшим офіцером 294-го Березинського піхотного полку 74-ї піхотної дивізії на Румунському фронті. Восени 1917 року відправлений до шпиталю до Петрограда, звідки демобілізувався у січні 1918 року у званні прапорщика.
У червні 1919 року вступив до Червоної армії, брав участь у Громадянській війні. Спочатку був ад'ютантом 1-го Петроградського полкового округу. З вересня того ж року командир роти червоноармійського загону при штабі Московсько-Нарвського району Петрограда. Воював проти білогвардійських військ М. М. Юденича на Західному та Північному фронтах. З січня 1920 року командир роти спочатку в 166-му окремому стрілецькому батальйоні, потім — в окремому інженерному батальйоні Петроградського військового округу. У березні 1921 брав участь у придушенні Кронштадтського повстання.
Після закінчення Громадянської війни продовжив службу в лавах Червоної армії, командував ротою в Петроградському (з 1924 — Ленінградському військовому окрузі (ЛВО). У 1924 закінчив курси «Постріл» і був призначений командиром роти 94-го стрілецького полку 11-ї стрілецької дивізії, з лютого року — командир батальйону і помічник командира 59-го стрілецького полку 20-ї стрілецької дивізії, з квітня 1931 — командир 60-го стрілецького полку тієї ж дивізії, з листопада 1936 — помічник командира 16-ї стрілецької дивізії.
У липні 1938 полковника Р. І. Паніна направили військовим радником до Китаю разом з групою радянських військових радників і призначили до генерала Чжан Факуя.
у серпні 1939 року він повернувся до СРСР. Після повернення з Китаю, 17 жовтня 1939 року Р. І. Паніна призначили командиром 1-го стрілецького корпусу Ленінградського ВО, брав участь у Радянсько-фінській війні. 12 грудня 1939 року 1-й стрілецький корпус у битві при Толваярві зазнав поразки й 29 грудня 1939 року Паніна відсторонили від командування та перевели до резерву НКО СРСР.
У червні 1940 року був призначений начальником відділу бойової підготовки штабу Ленінградського військового округу, з 14 березня 1941 — командиром 42-го стрілецького корпусу.
З початком німецько-радянської війни 42-й стрілецький корпус входив до складу 14-ї армії Північного фронту (з 23 серпня 1941 року — Карельського фронту). З 22 червня 1941 року корпус під командування генерала Паніна брав участь у боях з фінськими військами на Кандалакшському напрямку в ході бойових дій у Заполяр'ї та Карелії.
З 23 серпня 1941 року по 27 березня 1942 року Панін командував 14-ою армією Карельського фронту.
У травні 1942 року командування визнало генерал-майора Паніна некомпетентним на посаді командарма діючої армії та призначили командувати військами 2-ї резервної армії, займатися її формуванням. 6 серпня 1942 року її переформували в 1-у гвардійську армію, а Р. І. Панін став старшим викладачем Військової академії РСЧА ім. М. В. Фрунзе. У лютому 1943 року його призначили начальником відділу бойової підготовки штабу Волховського фронту.
З червня 1943 тимчасово виконував обов'язки командира, з вересня 1943 — командир 7-го стрілецького корпусу 59-ї армії Волховського фронту, брав участь в Новгородсько-Лузькій операції і звільненні Новгорода.
З 19 квітня по 28 травня 1944 року генерал-майор Панін Р. І. — тимчасово виконував обов'язки командира 99-го стрілецького корпусу 3-го Прибалтійського фронту.
У травні 1944 року був направлений у розпорядження Головного управління кадрів. У липні 1944 року став заступником командувача 5-ї армії 3-го Білоруського фронту, брав участь у Білоруській та у Східно-Прусській наступальних операціях. У лютому 1945 року лікувався у шпиталі, з травня 1945 року — у розпорядженні Головного управління кадрів.
Після закінчення війни Р. І. Панін був призначений начальником курсу Військової академії ім. М. В. Фрунзе. 1949 року вийшов у відставку.
Помер Роман Іванович Панін у 1949 році в Москві, похований на Новодівичому цвинтарі.